# Història de l'Església Adventista del Setè Dia
L'Església Adventista del Setè Dia va néixer a partir del moviment millerita de la dècada de 1840, que va resultar ser una de les últimes onades de revivament del Segon Gran Despertar religiós.

## Arrels millerites

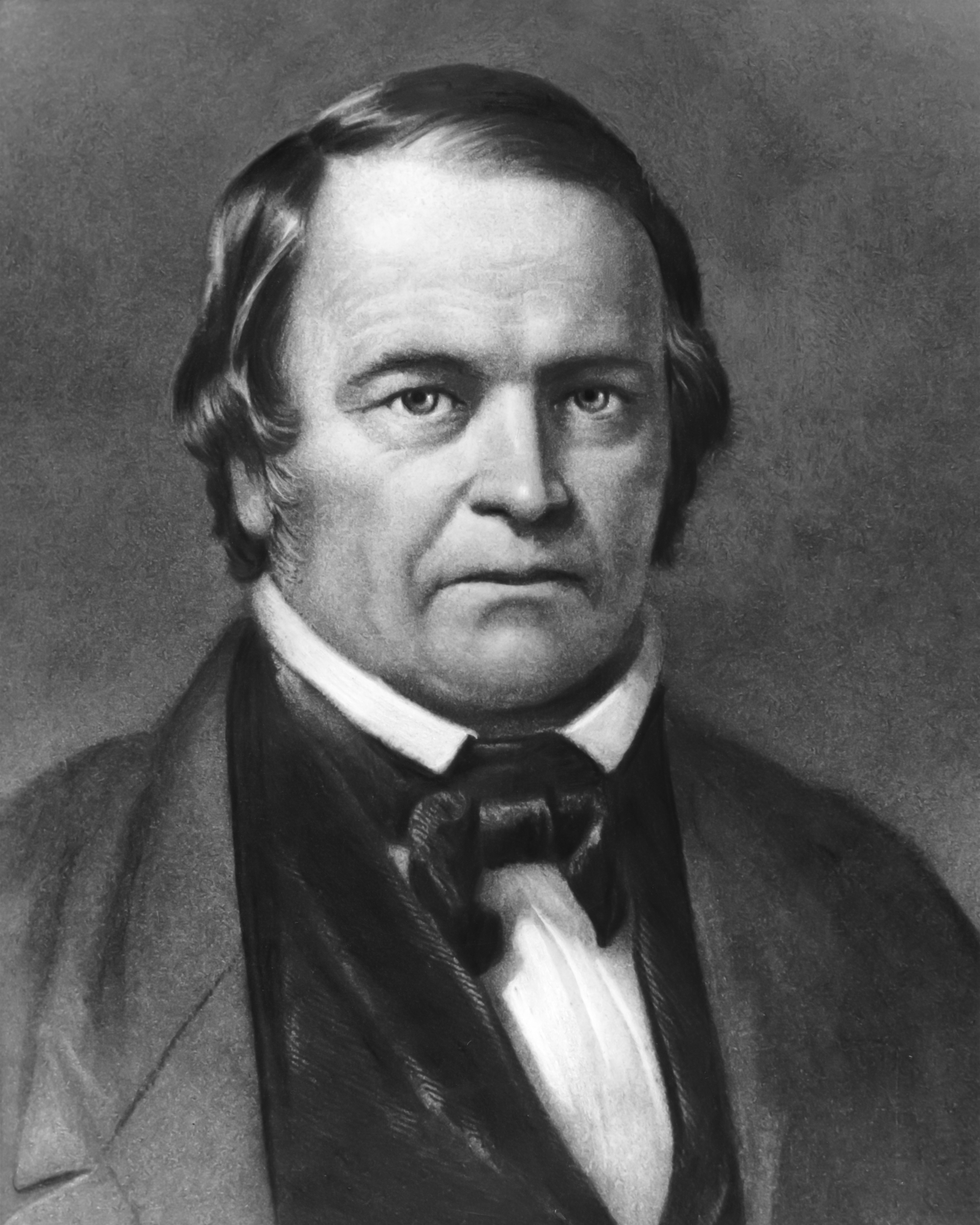
Retrat del predicador William Miller.

El moviment millerita rep el seu nom de William Miller, qui, durant els primers anys de la seva edat adulta, esdevingué deísta. Després de lluitar en la guerra de 1812 (entre Estats Units i Gran Bretanya), Miller va comprar una granja a Low Hampton (Nova York) i va començar a freqüentar una església baptista propera per a complaure la seva àvia. Un dia, mentre llegia un sermó a petició dels diaques locals, es convencé dels beneficis de la salvació Cristiana. Com a resultat de la ridiculització dels seus amics deístes, va començar a estudiar la Bíblia, utilitzant una concordança com a única ajuda d'estudi. Gràcies al seu coneixement de la història, Miller es va adonar que els esdeveniments descrits en el Llibre de Daniel –capítols 2 i 7– corresponien a esdeveniments històrics. Cert dia, tot estudiant Daniel 8:14 va arribar al convenciment que la "purificació" de la qual parlava el profeta no era altra cosa que el retorn de Crist per purificar l'Església. Seguint un raonament de "sentit comú cristià" (tal com el principi d'interpretació profètica de dia per any, a les profecies de Daniel i Apocalipsi), va interpretar la profecia dels "2.300 dies" de Daniel 8:14 concloent que la segona vinguda de Crist ocorreria "al voltant de l'any 1843". El moviment millerita va culminar amb el "moviment del setè mes", que ensenyava que el "ministeri sacerdotal de Crist" culminaria amb la purificació de la Terra, establint la segona vinguda de Crist en o abans del 22 d'octubre de 1844, coincidint amb la festa jueva del Yom Kippur. Atès que Crist no va tornar en aquesta data, l'episodi es conegué com la "Gran Decepció".

## Comprensió del santuari
Un petit grup de millerites creia que els seus càlculs havien estat correctes, però que la seva comprensió de la purificació del santuari era equivocada, i van començar a ensenyar que el 1844 havia succeït una altra cosa. El seu estudi de la Bíblia els va portar a la convicció que en aquesta data Jesús havia entrat al "Lloc Santíssim" del santuari celestial i havia començat un "judici investigador" del món: un procés a través del qual es produeix un examen dels registres celestials a fi de "determinar qui, mitjançant el penediment dels seus pecats i la fe en Crist, està en condicions de rebre els beneficis de l'expiació", després del qual Jesús tornarà a la terra. D'acord amb l'ensenyament dels Adventistes, la tornada de Crist pot tenir lloc molt aviat, encara que existeix la determinació de no fixar mai una data per a la seva tornada, en harmonia amb l'Evangeli segons Sant Mateu, que diu: "pel que fa al dia i a l'hora, ningú no en sap res" (Mateu 24:36, BEC).

## Observança del sàbat
Al mateix temps que els seguidors del moviment estudiaven el santuari, va sorgir la problemàtica del dia bíblic de descans i adoració. El primer defensor de guardar el sàbat com a dia de repòs entre els primers Adventistes va ser el capità Joseph Bates. Bates va arribar a conèixer la doctrina del sàbat gràcies a un fullet escrit per un predicador millerista anomenat Thomas M. Preble, qui al seu torn havia estat influenciat per una jove babtista del setè dia, Rachel Oakes Preston.
Aquest missatge fou acceptat gradualment i formà part del tema de la primera edició de la publicació de l'Església, The Present Truth (La veritat present), que va aparèixer el juliol de 1849. Encara que al començament es creia que el sàbat començava a les 6 de la tarda de divendres, cap al 1855 es va acceptar en general que comença a la posta de sol de divendres. (Vegeu secció "Doctrines").

## Organització formal
Durant al voltant de 20 anys, el moviment Adventista era un grup disgregat de persones que s'adherien al missatge. Entre els seus principals partidaris es trobaven James White, Ellen G. White i Joseph Bates. Després d'intenses discussions, es va establir a Battle Creek (Michigan) una església organitzada, formalment anomenada Església Adventista del Setè Dia. En el moment de la seva organització, és a dir, al maig de 1863, comptava amb 3.500 membres. Gràcies als grans esforços evangelitzadors per part dels seus ministres i membres laics, i a la direcció d'Ellen White, l'església va créixer ràpidament i va establir la seva presència fora d'Amèrica del Nord durant l'última part del segle xix. El 1903, la seu denominacional es va traslladar de Battle Creek a una seu temporal a Washington DC, i poc temps després es va establir a la localitat propera de Takoma Park (Maryland). El 1989 la seu tornar a canviar de lloc, aquesta vegada a Silver Springs (Maryland).